# Opius crenuliferus
Opius crenuliferus (лат.) — вид паразитических наездников рода Opius из семейства Braconidae (Opiinae). Китай (Hunan).

## Описание
Мелкие наездники (длина менее 2 мм). От близких видов отличается следующими признаками: косая борозда переднеспинки в значительной степени зубчатая; щетинковидная часть ножен яйцеклада в 0,06 раза длиннее переднего крыла и примерно в 0,7 раза длиннее первого тергита; наличник вентрально усеченный; гипоклипеальное вдавление узкое щелевидное; срединно-заднее вдавление мезоскутума отсутствует; жилка CU1b переднего крыла короткая; жилка r переднего крыла короткая; жилка m-cu переднего крыла параллельна жилке 1-M; задние голени на вершине и лапка буроватые. В усиках 25 члеников. Паразитоиды. Предположительно, как и у других представителей своего рода, их хозяевами служат мухи семейства Agromyzidae. Вид был впервые описан в 2013 году энтомологами из Китая (Xi-Ying Li, Ji-Cai Tan; Hunan Agriculture University, Чанша, Китай) и Нидерландов (Cornelis van Achterberg; Naturalis Biodiversity Center, Лейден, Нидерланды).